# Karolina Bosiek

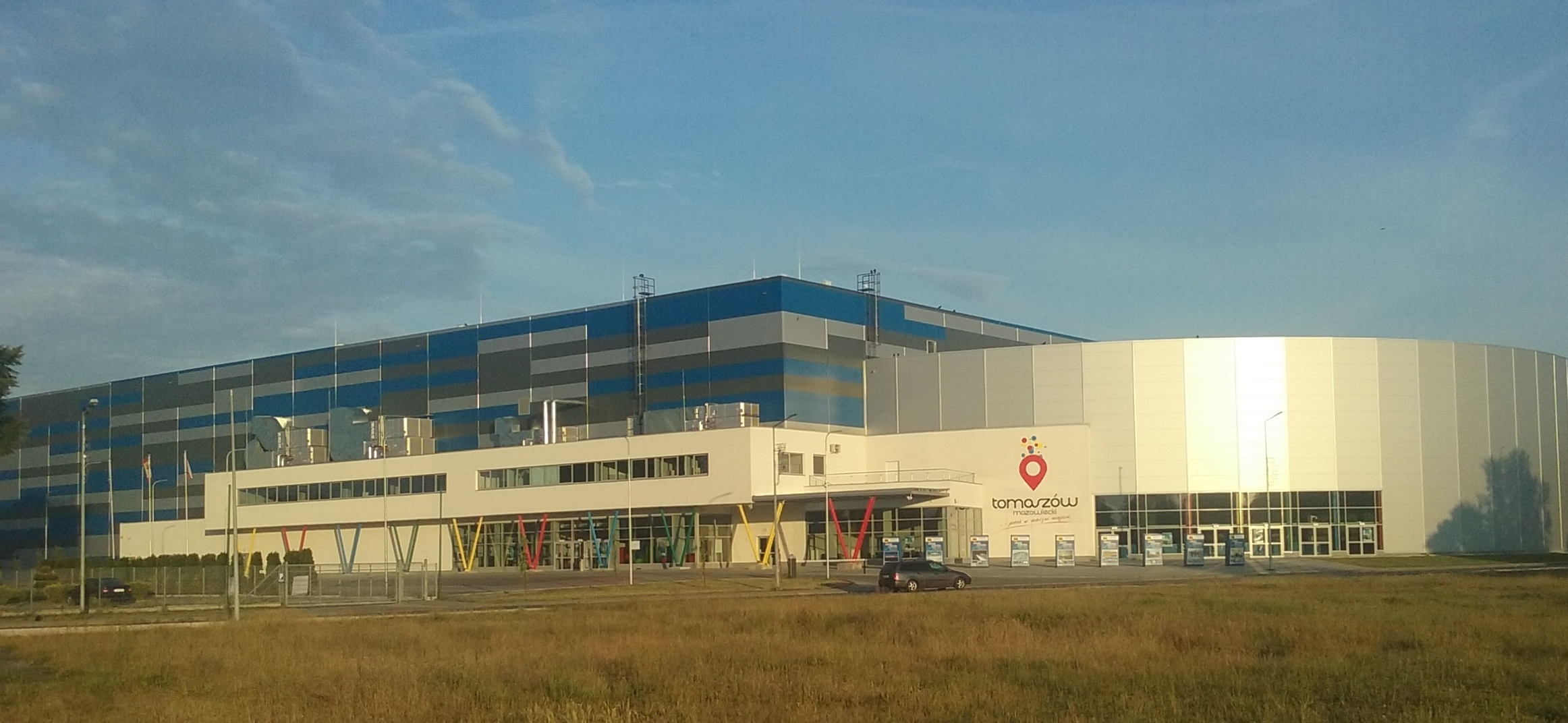
De Arena Lodowa Tomaszów Mazowiecki, de ijsbaan waar Karolina Bosiek traint

Karolina Bosiek (Tomaszów Mazowiecki, 20 februari 2000) is een langebaanschaatsster uit Polen. Op tienjarige leeftijd begon ze met inline skating in haar geboorteplaats.
Bosiek kwam voor Polen uit op de Olympische Jeugdwinterspelen 2016 in Lillehammer. Bij de WK voor junioren 2016 behaalde brons op de teamsprint. In 2018 nam ze deel aan de Olympische Winterspelen waar ze op de 3000 meter als 16e eindigde, op de 1000 meter als 29e en op de ploegachtervolging als 7e. Bij de WK voor junioren 2018 behaalde weer brons op de teamsprint. Bij de WK voor junioren 2019 behaalde ze de zilveren medaille in het allroundtoernooi en op de 1500 meter en brons op de 1000 en 3000 meter.

## Persoonlijke records
| Afstand    | Tijd    | Datum            | Baan           |
| ---------- | ------- | ---------------- | -------------- |
| 500 meter  | 37,86   | 26 januari 2025  | Calgary        |
| 1000 meter | 1.14,56 | 4 december 2021  | Salt Lake City |
| 1500 meter | 1.55,02 | 16 februari 2020 | Salt Lake City |
| 3000 meter | 4.03,45 | 1 december 2017  | Calgary        |
| 5000 meter | 7.20,01 | 19 november 2017 | Stavanger      |

## Resultaten
| Jaar | EK Allround            | EK Sprint           | WK Allround             | WK Sprint                | WK Afstanden                                                      | Olympische Spelen                        | WK Junioren |
| ---- | ---------------------- | ------------------- | ----------------------- | ------------------------ | ----------------------------------------------------------------- | ---------------------------------------- | --- |
| 2015 |                        |                     |                         |                          |                                                                   |                                          | 25e 500m 18e 1000m 18e 1500m 14e 3000m 11e allround DNF massastart                                                 |
| 2016 |                        |                     |                         |                          |                                                                   |                                          | 17e 500m · 15e 1000m · 10e 1500m · 16e 3000m · 10e allround · 15e massastart · 07e ploegachtervolging · teamsprint |
| 2017 |                        |                     |                         |                          |                                                                   |                                          | 22e 500m 19e 1000m 09e 1500m 07e 3000m 08e allround 07e ploegachtervolging                                         |
| 2018 |                        |                     |                         |                          |                                                                   | 29e 1000m 16e 3000m 7e achtervolging     | 05e 1500m · 04e 3000m · 06e ploegachtervolging · teamsprint                                                        |
| 2019 |                        |                     | NC20 (15e, 22e, 20e, -) |                          | 24e 1000m 17e 1500m 22e massastart 6e achtervolging               |                                          | 08e 500m · 1000m · 1500m · 3000m · allround0 · 04e massastart · 04e ploegachtervolging                             |
| 2020 |                        |                     | NC13 · (, 18e, 15e, -)  |                          | 18e 1000m 18e 1500m 10e massastart 5e achtervolging               |                                          | |
| 2021 | NC12 · (, 16e, 13e, -) |                     |                         |                          | 7e 1000m 15e 1500m 6e massastart 5e achtervolging                 |                                          | |
| 2022 |                        |                     |                         | 8e (16e, 8e, 9e, 8e)     |                                                                   | 17e 1000m DQ massastart 8e achtervolging | |
| 2023 |                        | 5e (5e, 4e, 7e, 4e) |                         |                          | 12e 1000m 14e 1500m 11e massastart 6e achtervolging 6e teamsprint |                                          | |
| 2024 |                        |                     |                         | 11e (10e, 11e, 14e, 10e) | 14e 500m · 19e 1000m · 7e achtervolging · teamsprint              |                                          | |
| 2025 |                        | 5e (5e, 4e, 7e, 4e) |                         |                          | 10e 500m · 14e 1000m · teamsprint                                 |                                          | |